# Mike Curran
Michael Vincent "Mike" Curran, född 14 april 1944 i International Falls i Minnesota, är en amerikansk före detta ishockeyspelare.
Curran blev olympisk silvermedaljör i ishockey vid vinterspelen 1972 i Sapporo.